# 케빈 앤더슨 (테니스 선수)
케빈 앤더슨(Kevin Anderson, 1986년 5월 18일 ~ )은 남아프리카 공화국의 테니스 선수이다.